# Orthosia confluens
Orthosia confluens là một loài bướm đêm trong họ Noctuidae.